# 89-80 v.Chr.
De jaren 89-80 v.Chr. (van de christelijke jaartelling) zijn een decennium in de 1e eeuw v.Chr..

## Belangrijke gebeurtenissen

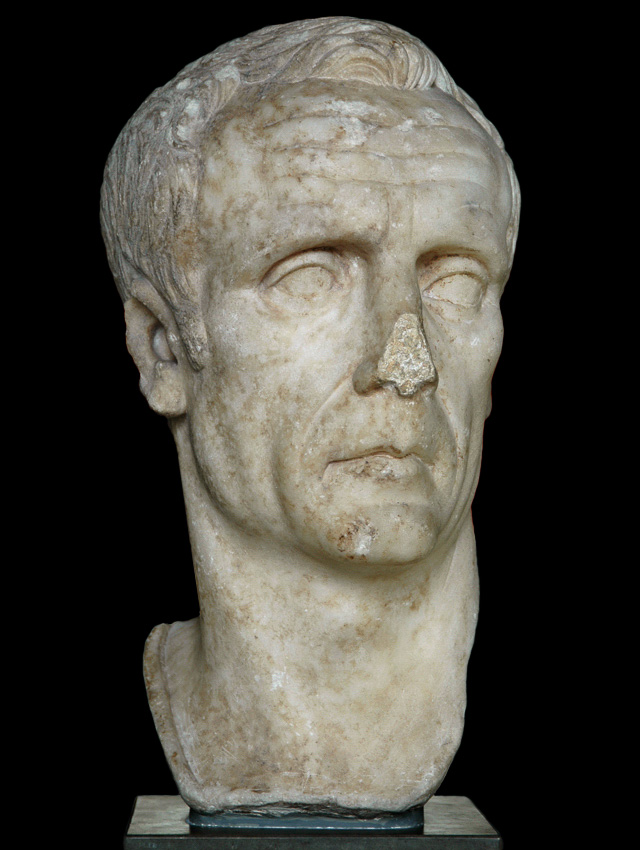
Lucius Cornelius Sulla

- 89-85 v.Chr. : Eerste Mithridatische Oorlog. Mithridates VI van Pontus valt opnieuw Cappadocië binnen en verdrijft de Romeinse vazal Ariobarzanes I.
- 88-87 v.Chr. : Eerste Burgeroorlog tussen de aanhangers van Lucius Cornelius Sulla en de troepen van Gaius Marius – overwinning voor Sulla.
- 85 v.Chr. : Vrede van Dardanos. Mithridates VI verliest de oorlog.
- 83 v.Chr. : Tigranes II van het koninkrijk Armenië wordt uitgeroepen tot koning van, wat er nog overblijft, het Seleucidische Rijk.
- 83-81 v.Chr. : Tweede Mithridatische Oorlog. Deze maal wint Mithridates VI.
- 82-81 v.Chr. : Slag bij de Porta Colina. Tweede Burgeroorlog tussen Sulla en Marius. Sulla verslaat de Samnieten en neemt Rome over.
- 82-79 v.Chr. : Sulla wordt Romeins dictator.

<< · 89 · 88 · 87 · 86 · 85 · 84 · 83 · 82 · 81 · 80 · >>
<< · 99-90 · 89-80 · 79-70 · 69-60 · 59-50 · 49-40 · 39-30 · 29-20 · 19-10 · 9-1 · >>